# Waring Cuney

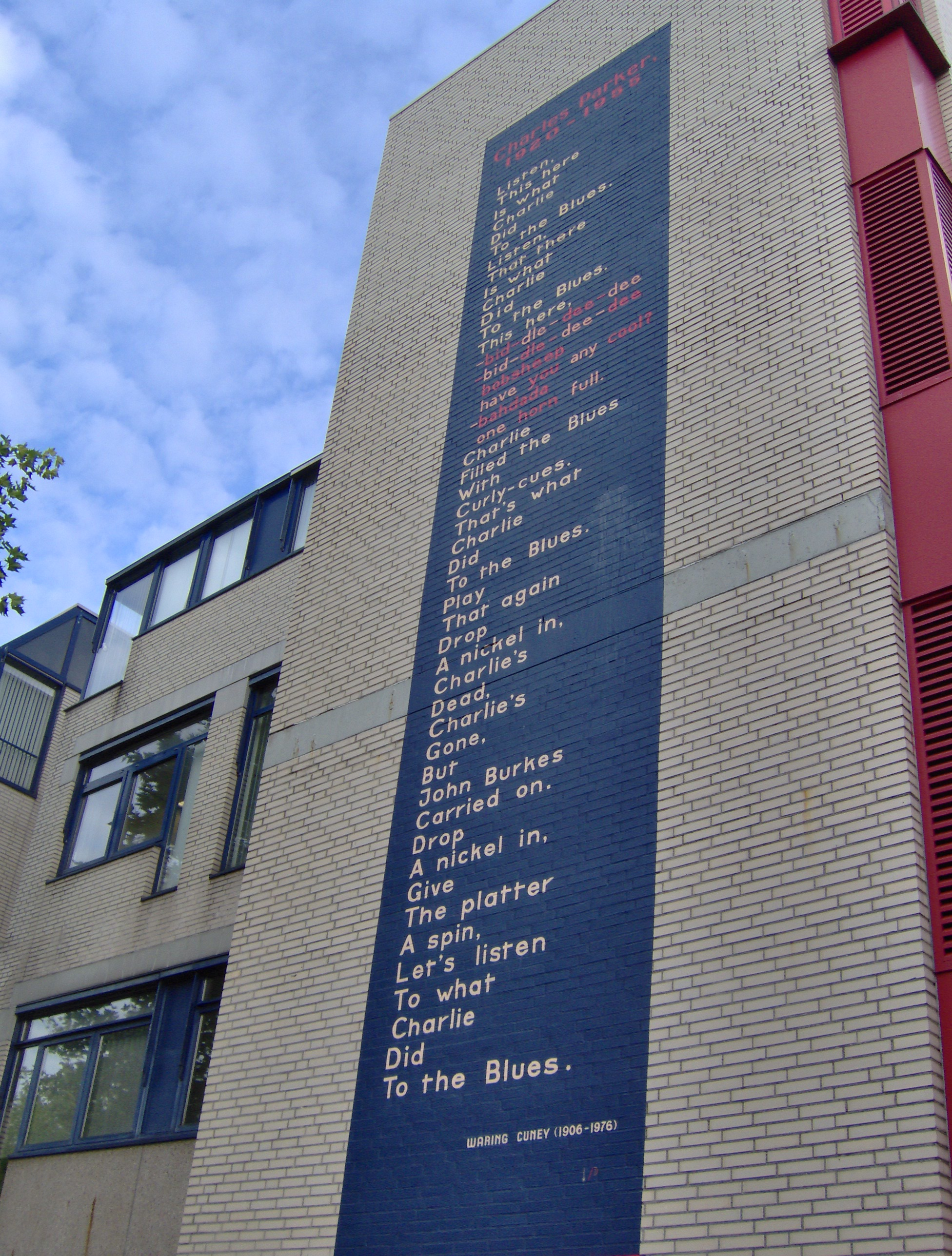
William Waring Cuney – Muurgedicht 'Charles Parker, 1920-1955' in Leiden

William Waring Cuney (Washington, 6 mei 1906 – New York, 30 juni 1976) was een Afro-Amerikaanse dichter die deel uitmaakte van de Harlem Renaissance in de jaren twintig van de twintigste eeuw. Cuney's compacte, ritmische verzen hadden een belangrijke invloed op de zwarte poëzie en muziek; hij was een pionier in de op de blues gebaseerde poëzie. Het meest bekend is hij door zijn gedicht 'No Images'.

## Leven
Waring Cuney, zoals hij meestal genoemd wordt, en zijn tweelingbroer, Norris Wright Cuney, werden opgevoed door Madge Louise Baker en Norris Cuney II, hun ouders in een raciaal gemengd huwelijk. Waring Cuney bereidde zich voor op een carrière als zanger, terwijl zijn broer piano studeerde. Norris werd uiteindelijk drukker.
Waring Cuney voltooide de Armstrong High School en studeerde vervolgens aan de Howard University in zijn geboorteplaats Washington. Hij studeerde af aan de Lincoln University in de buurt van Philadelphia, een instituut met ongeveer 400 zwarte studenten en een volledig blanke staf. Hij studeerde zang en zong in een kwartet en in de 'glee club', oftewel het schoolkoor.
Na zijn afstuderen studeerde Cuney zang aan het 'New England Conservatory of Music' in Boston en aan het conservatorium in Rome. Maar in de eerste jaren van de Harlem Renaissance, toen zwarte schrijvers werden gerespecteerd en gekoesterd, werd Cuney dichter in plaats van een professionele zanger.
Tijdens de Tweede Wereldoorlog diende Cuney in de Zuid-Pacific. Na zijn ontslag uit het leger vestigde Cuney zich in The Bronx in New York en studeerde muziek aan Columbia-universiteit. Tijdens de jaren vijftig werd een aantal van zijn gedichten vertaald en gepubliceerd in bloemlezingen in Duitsland en Nederland.
Cuney participeerde niet in de zogenaamde 'Black Arts Movement' in de jaren zestig, maar trok zich in die tijd meer en meer terug uit het maatschappelijk leven in een zelfverkozen isolement. Drie jaar voor Cuney’s dood publiceerde Paul Breman een verzameling van Cuney’s gedichten onder de titel 'Storefront Church'. Veel van de achttien opgenomen gedichten dateren uit het begin van Cuney's carrière en zijn sterk muzikaal beïnvloed en religieus.

## Werk

### No Images
Cuney schreef zijn bekendste werk 'No Images' in 1924 toen hij 18 was. Het gedicht kreeg de gedeelde eerste en tweede prijs (uit 1276 inzendingen) in de literaire wedstrijd van het tijdschrift Opportunity in 1926. Een vertaling verscheen in 1928 in Der Hammer, een Joods communistisch literair tijdschrift, onder de titel 'How Beautiful She Is'. Veel later werd het gedicht door Nina Simone vertolkt (als 'Images'). 'No Images' bleef uitgevoerd en opgenomen worden door verschillende artiesten, zoals Maya Angelou. Een strofe uit het gedicht is opgenomen in de Columbia World of Quotations van 1966.

### Boeken
- Four Lincoln University Poets, Lincoln University, 1930.
- (Redacteur met Langston Hughes en Bruce McM. Wright) Lincoln University Poets: Centennial Anthology, 1854-1954, Fine Editions, 1954.
- Puzzles, Stichting De Roos, 1960.
- Storefront Church, P. Breman, 1973.

### Poëzie
- 'No Images', Opportunity, juni 1926; Carolina, mei 1927.
- 'Grave', Palms, oktober 1926.
- 'The Death Bed', Fire!!, november 1926.
- 'Once Bad Girl', 'Aint Nobody but You', 'De Jail Blues Song', 'Suicide', Carolina, mei 1928.
- 'Uncle Sam Says', Cavalcade, oktober 1941.
- 'Letter to J. O. Killens', Black World, maart 1971, p. 98.

### Opnamen
- (met Josh White) Southern Exposure: An Album of Jim Crow Blues, Keynote Records, 1941; (CD) Pearl, 1999.
- Anthology of Negro Poets in the U.S.A.: 200 Years (LP), Arna Bontemps, compiler, Folkways Records, 1955.

### Overige
- Harlem Renaissance: The Black Poets (video-opname), 1971.
- Cuney's gedichten zijn ook verschenen in een aantal belangrijke bloemlezingen, waaronder:
  - Arna Bontemps, American Negro Poetry, Hill and Wang: New York 1963;
  - The New Negro Renaissance, Holt, Rinehart, and Winston, 1975;
  - Nathan Irvin Huggins, Voices from the Harlem Renaissance, Oxford University Press, 1976, 1995;
  - David Levering Lewis, The Portable Harlem Renaissance Reader, Viking, 1994;
  - Venetria K. Patton & Maureen Honey, Double-Take: A Revisionist Harlem Renaissance Anthology, Rutgers University Press, 2001;
  - Kevin Young, Blues Poems, Alfred A. Knopf: New York 2003.

## Muurgedicht
In het kader van het project 'Gedichten op muren' is in mei 2005 in Leiden het gedicht 'Charles Parker, 1920-1955' van William Waring Cuney op de muur van Langegracht 72 aangebracht.